# Реддинг, Ноэль
Ноэль Дэвид Реддинг (англ. Noel David Redding; 25 декабря 1945, Фолкстон, Англия — 11 мая 2003, Корк, Ирландия) — британский музыкант, бас-гитарист группы The Jimi Hendrix Experience.
После своего ухода из The Jimi Hendrix Expirience в 1969 году и распада Fat Mattress в 1970 году Реддинг основал недолговечную группу Road в Соединенных Штатах, которая выпустила одноименный альбом Road, прежде чем в 1972 году Ноэль переехал в Клонакилти, Ирландия. Там он основал группу  The Noel Redding Band с бывшим гитаристом Thin Lizzy Эриком Беллом, с которым выпустил два альбома. Хотя к 1980-м годам Реддинг в значительной степени отошел от музыкального бизнеса, позже он выступал в своем новом родном городе с женой Кэрол Эпплби. 
В 1992 году он был включен в Зал славы рок-н-ролла как участник the Jimi Hendrix Experience.

## Биография
Реддинг родился в Королевской больнице Виктории в Фолкстоне, Кент, в семье уроженки Бромли Маргарет (урожденная Берггрен) и Горация Альберта Реддингов. Он вырос на Клифф-роуд, Сибрук, где его мать содержала гостевой дом вместе с матерью, бабушкой шведского происхождения, братом Энтони и сестрой Вики. Он посещал начальную школу Святого Леонарда в Хайте и гимназию Харви в Фолкстоне. В возрасте девяти лет он играл в школе на скрипке, а затем на мандолине и гитаре. Его первые публичные выступления были в Молодежном клубе Хайт и в его школе. В 17 лет Реддинг стал профессиональным музыкантом и гастролировал по клубам Шотландии и Германии с Нилом Лэндоном и Бернеттами (образованными в конце 1962 года) и Loving Kind (образованными в ноябре 1965 года). Кроме того, в сентябре 1964 года «Одинокие» воссоединились, и Реддинг остался с ними за год до своего ухода.

## The Jimi Hendrix Experience
По прибытии в Англию в сентябре 1966 года Джими Хендрикс и его продюсерменеджер Чес Чендлер занялись поиском бэк-музыкантов. Хотя Реддинг до этого момента играл на гитаре, он переключился на бас-гитару и стал вторым участником Jimi Hendrix Experience, за которым вскоре последовал барабанщик Митч Митчелл, чтобы сформировать мощное трио. С группой он записал три знаковых альбома: «Are You Experienced», «Axis: Bold as Love» и «Electric Ladyland». Реддинг также написал и спел две песни: «Little Miss Strange» и «She’s So Fine». Его стиль игры отличался использованием медиатора, «высоким» звуком в среднем диапазоне, а в более поздние годы - использованием эффектов фузза и искажения через перегруженные усилители Sunn. Что касается басовой партии в «Красном доме», Реддинг играл на басовых струнах на обычной шестиструнной гитаре.
К 1969 году Хендрикс выступал и записывался с разными музыкантами. Не посоветовавшись с Реддингом, Хендрикс объявил, что намерен расширить группу. В ответ Реддинг покинул Experience во время американского турне 29 июня 1969 года и вернулся в Англию. Однако,когда попытки Хендрикса сформировать новую группу не увенчались успехом, его менеджер, Майкл Джеффри, попытался воссоединить Experience в начале 1970 года. Эти трое дали интервью журналу Rolling Stone, чтобы объявить о преобразовании, но в конечном итоге Реддинг уступил место басисту Билли Коксу, который выступал с Хендриксом в Вудстоке и на альбоме Band of Gypsys с Бадди Майлзом.

## Fat Mattress
Еще в1968 году Реддинг сформировал группу Fat Mattress вместе с другим музыкантом из Кента, Нилом Лэндоном. В состав группы также входили Джим Левертон на басу и клавишных и Эрик Диллон на барабанах. Реддинг играл на гитаре и вокале, и ключевой частью звука Fat Mattress были вокальные гармонии между ним, Лэндоном и Левертоном. Первоначально группа гастролировала в поддержку Jimi Hendrix Experience, что требовало от Реддинга отыгрывать два полных сета каждый вечер. он покинул Fat Mattress после всего лишь одного альбома с ними, хотя некоторые из его композиций появятся на их втором альбоме.

## Последующие годы
Реддинг вскоре перешел к другим проектам. Живя в Лос-Анджелесе, он сформировал Road, три пьесы в том же духе психоделического хард-рока, что и Experience, с Родом Ричардсом (экс-Rare Earth) на гитаре и Лесом Сэмпсоном на барабанах, а Реддинг снова переключился на бас. они выпустили один альбом Road (1972), в котором трое участников по очереди исполняли ведущий вокал. Реддинг переехал в Ирландию в 1972 году. Он сформировал Noel Redding Band вместе с Эриком Беллом (из Thin Lizzy), Дэйвом Кларком, Лесом Сэмпсоном и Робби Уолшем. несмотря на название группы, Реддинг наравне с Кларк разделял обязанности по написанию песен и ведущему вокалу. Они выпустили два альбома для RCA, три тура по Нидерландам, два тура по Англии, один тур по Ирландии и 10-недельный тур по США. Группа распалась после спора с их управляющей компанией. треки, записанные для третьего неизданного альбома, позже были выпущены как The Missing Album на Mouse Records. В своей книге Are You Experienced?, написанной в соавторстве со своей женой Кэрол Эпплби, он открыто рассказал о своем разочаровании тем, что его лишили прибыли от продолжающейся продажи записей Хендрикса. он отказался от своих гонораров в 1974 году, а в 1980 году продал коллекционеру бас-гитару, которую использовал с Experience. Реддинг получил 100 000 долларов в качестве разового платежа после того, как ему сказали, что больше не будет выпусков материалов Jimi Hendrix Experience. это было до появления компакт-дисков и DVD-дисков. В 1990 году Реддинг и Эпплби попали в автокатастрофу, возвращаясь домой с концерта в Глоунтоне. В результате аварии мозг Эпплби умер, а Реддинг позже заявил, что «она находилась в реанимации на аппарате жизнеобеспечения, и через четыре дня мне пришлось принять ужасное решение выключить машину». они были вместе семнадцать лет, и всего за два дня до аварии Эпплби закончила помогать Реддингу в соавторстве с написанием его автобиографии.
В 1997 году компания Fender выпустила бас-гитару Noel Redding Signature Jazz ограниченным тиражом в 1000 экземпляроввпервые представленный на выставке NAMM Show в январе 1997 года, бас был основан на джазовом басу 1964 года, который Реддинг использовал на протяжении всего своего времени с Experience. Реддинг разыскал человека, которому он продал бас несколько лет назад, и тот согласился позволить Фендеру осмотреть его. Реддинг заявил, что «Fender получил от него оригинальный бас, скопировал его и прислал мне прототип, и он был точно таким же, как мой оригинальный бас; они проделали блестящую работу». После встречи с музыкантом и автором песен из Сан-Франциско Китом Дионом в Лондоне во время вручения награды English Heritage Blue Plaque Award в 1997 году Реддинг отыграл несколько туров по Соединенным Штатам с группой Дион «3:05 AM». записи этих туров были выпущены на британских и европейских релизах "West Cork Tuning" и "Stone Free". Видеозапись этих туров была показана в мае 2014 года во время ежегодного фестиваля памяти Ноэля Реддинга, который ежегодно проводится в Клонакилти. положительные отзывы были также получены от министра культуры Ирландии и главы Совета по кинематографии Ирландии. В 2002 году был выпущен концертный альбом Live From Bunkr · Prague . Преимущественно состоящий из материала Experience, концерт был записан в 1995 году в Чехии с участием гитариста и певца Энтони Кризана из Spin Doctors, ритм-гитариста Ивана Краля из Patti Smith. Группа и барабанщик ФрэнкиЛаРока.группа репетировала всего 45 минут перед выступлением. Вацлав Гавел, тогдашний президент Чехии, наблюдал со стороны сцены. Последнее выступление Реддинга было в Clonakilty в пабе De Barras, где он провел пятничную вечернюю резиденцию в течение почти 20 лет, выступая с некоторыми из местных музыкантов, которые появились на его последнем альбоме «Спасибо, спокойной ночи и удачи», включая Стива Поуси, Джеффа Уорда.Джим О’Нил, Эрик Белл и Лес Сэмпсон.

## Смерть
Реддинг был найден мертвым в своем доме в Клонакилти 11 мая 2003 г,через три недели после смерти его матери. Вскрытие было проведено 13 мая в больнице Коркского университета в Уилтоне, Корк.В отчете сделан вывод, что Реддинг умер от «шокового кровотечения из-за варикозного расширения вен пищевода в ответ на цирроз печени». Ему было 57 лет; у него остались брат, сестра и сын Николас Ноэль Реддинг от его бывшей жены датчанки Сюзанны.

## Дискография
The Jimi Hendrix Experience
- 1967 - Are You Experienced
- 1967 - Axis: Bold as Love
- 1968 - Electric Ladyland
- 1968 - Smash Hits
- 1972 - War Heroes
- 1989 - Radio One Sessions
- 1998 - BBC Sessions
- 2004 - The Experience Sessions

Fat Mattress
- 1969 - Fat Mattress
- 1970 - Fat Mattress II

синглы
- - "Naturally"/"Iridescent Butterfly" (Polydor 56352) 1969.
  - "Magic Lanterns"/"Bright New Way" (Polydor 56367) 1970.
  - "Highway"/"Black Sheep Of The Family" (Polydor 2058 053) 1970.

Road
- 1972 - Road

Noel Redding Band (The Clonakilty Cowboys)
- 1975 - Clonakilty Cowboys
- 1976 - Blowin

синглы
- - "Roller Coaster Kids"/"Snowstorm" (RCA 2662).
  - "Take It Easy"/"Back On The Road Again" (RCA PB 9026).